# Liste der Monuments historiques in Rossillon
Die Liste der Monuments historiques in Rossillon führt die Monuments historiques in der französischen Gemeinde Rossillon auf.

## Liste der Bauwerke
| Bezeichnung      | Beschreibung              | Standort | Kennzeichnung | Schutzstatus | Datum | Bild           |
| ---------------- | ------------------------- | -------- | ------------- | ------------ | ----- | -------------- |
| Herrenhaus       | Erbaut im 14. Jahrhundert | (Lage)   | PA01000015    | Inscrit      | 2005  | weitere Bilder |
| Kirche St-Pierre | Erbaut im 15. Jahrhundert | (Lage)   | PA00116540    | Inscrit      | 1939  | weitere Bilder |

## Liste der Objekte
- Monuments historiques (Objekte) in Rossillon in der Base Palissy des französischen Kultusministeriums